# پاوئو کلشچ
پاوئو کلشچ (لهستانی: Paweł Kleszcz؛ زادهٔ ۲۳ ژوئن ۱۹۶۹) بازیگر اهل لهستان است.
از فیلم‌ها یا مجموعه‌های تلویزیونی که وی در آن‌ها نقش داشته‌است، می‌توان به حوزه استحفاظی ۱۳، قسمت دوم، سرهنگ کفیاتکوفسکی، راز ساگال، پزشکان، عشق اول، یولیا، دوران افتخار، رنگ‌های خوشبختی، هتل ۵۲، دهن‌به‌دهن، در خوشی و سختی، خانه کشیش، ع چون عشق، در خیابان سپولنی، شوپن: میل به عاشقی، بدهی، با آتش و شمشیر (فیلم)، با آتش و شمشیر (مجموعه تلویزیونی)، داستان‌های عاشقانه، به تاخت و طایفه اشاره نمود.